# Бешарыкский район
Бешарыкский район (тума́н; узб. Beshariq tumani / Бешариқ тумани) — район в Ферганской области Узбекистана. Административный центр — город Бешарык.

## История
Район был образован в 1920-е годы под названием Кировский район. В 1938 году вошёл в состав Ферганской области. 13 февраля 1943 года 3 сельсовета Кировского района были переданы в новый Горский район.
14 декабря 1959 года к Кировскому району была присоединена часть территории упразднённого Горского района. 8 мая 1992 года переименован в Бешарыкский район.

## Административно-территориальное деление
По состоянию на 1 января 2011 года, в состав района входят:
1 город — Бешарык.
10 городских посёлков:
1. Актовук,
2. Заркайнар,
3. Капаянги,
4. Кумкишлак,
5. Мангуобод,
6. Нафосат,
7. Рапкан,
8. Товул,
9. Узун,
10. Чимбай.

10 сельских сходов граждан:
1. Андархан,
2. Бешарык,
3. Бешсари,
4. Ватан,
5. Каражийда,
6. Кашкар,
7. Кипчок,
8. Рапкан,
9. Тавул,
10. Яккатут.